# Atletism la Jocurile Olimpice de vară din 1956
Probele sportive de atletism la Jocurile Olimpice de vară din 1956 s-au desfășurat în perioada 24 noiembrie - 1 decembrie 1956 la Melbourne, Australia. Au fost 33 de probe sportive, în care au concurat 720 sportivi, din 61 de țări.

## Stadion
Probele au avut loc pe Melbourne Cricket Ground. Acesta a fost inaugurat în anul 1854.

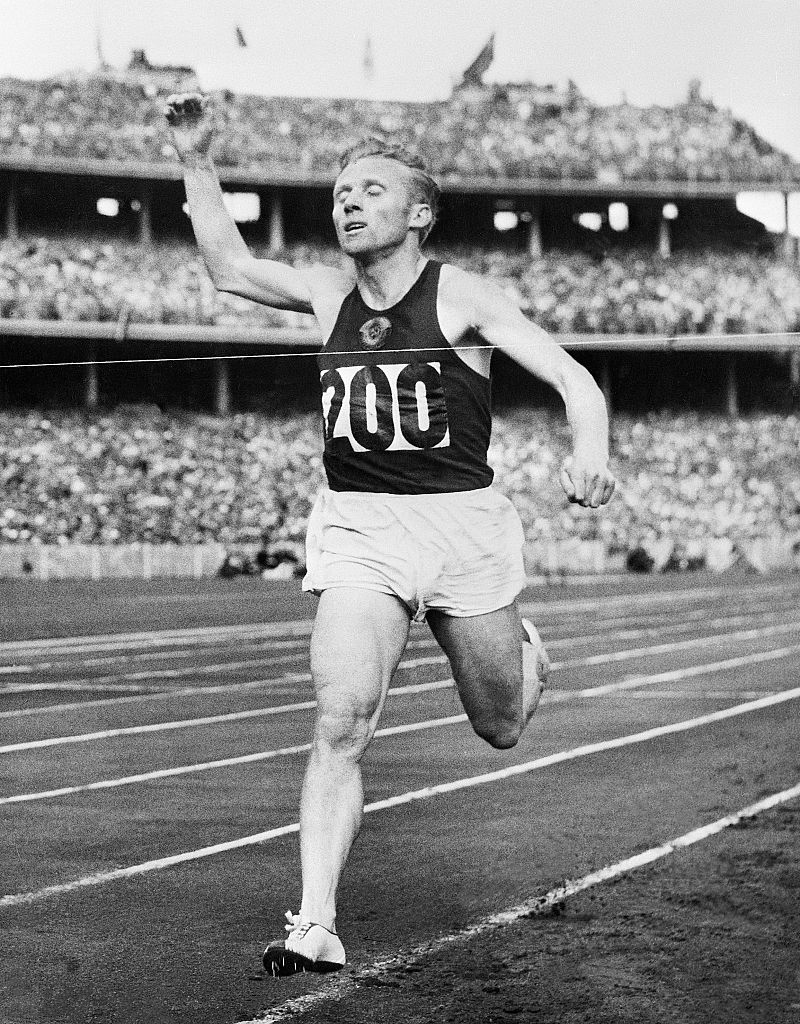
5000 m
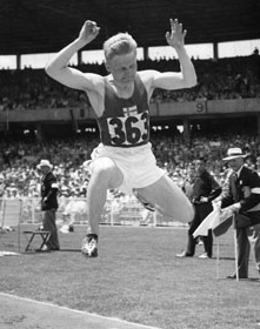
Săritura în lungime

## Probe sportive

### Masculin
| Event                        | Aur                                                                                            | Aur        | Argint                                                                                        | Argint    | Bronz                                                                                                 | Bronz     |
| 100 m detalii                | Bobby Morrow (USA)                                                                             | 10,5       | Thane Baker (USA)                                                                             | 10,5      | Hector Hogan (AUS)                                                                                    | 10,6      |
| 200 m detalii                | Bobby Morrow (USA)                                                                             | 20,6 RO    | Andy Stanfield (USA)                                                                          | 20,7      | Thane Baker (USA)                                                                                     | 20,9      |
| 400 m detalii                | Charles Jenkins (USA)                                                                          | 46,7       | Karl-Friedrich Haas (EUA)                                                                     | 46,8      | Voitto Hellstén (FIN)                                                                                 | 47,0      |
| 400 m detalii                | Charles Jenkins (USA)                                                                          | 46,7       | Karl-Friedrich Haas (EUA)                                                                     | 46,8      | Ardalion Ignatiev (URS)                                                                               | 47,0      |
| 800 m detalii                | Tom Courtney (USA)                                                                             | 1:47,7 RO  | Derek Johnson (GBR)                                                                           | 1:47,8    | Audun Boysen (NOR)                                                                                    | 1:48,1    |
| 1500 m detalii               | Ron Delany (IRL)                                                                               | 3:41,2 RO  | Klaus Richtzenhain (EUA)                                                                      | 3:42,0    | John Landy (AUS)                                                                                      | 3:42,0    |
| 5000 m detalii               | Vladimir Kuț (URS)                                                                             | 13:39,6 RO | Gordon Pirie (GBR)                                                                            | 13:50,6   | Derek Ibbotson (GBR)                                                                                  | 13:54,4   |
| 10 000 m detalii             | Vladimir Kuț (URS)                                                                             | 28:45,6 RO | József Kovács (HUN)                                                                           | 28:52,4   | Allan Lawrence (AUS)                                                                                  | 28:53,6   |
| 110 m garduri detalii        | Lee Calhoun (USA)                                                                              | 13,5 RO    | Jack Davis (USA)                                                                              | 13,5 RO   | Joel Shankle (USA)                                                                                    | 14,1      |
| 400 m garduri detalii        | Glenn Davis (USA)                                                                              | 50,1 =RO   | Eddie Southern (USA)                                                                          | 50,8      | Joshua Culbreath (USA)                                                                                | 51,6      |
| 3000 m obstacole detalii     | Chris Brasher (GBR)                                                                            | 8:41,2 RO  | Sándor Rozsnyói (HUN)                                                                         | 8:43,6    | Ernst Larsen (NOR)                                                                                    | 8:44,0    |
| 4×100 m detalii              | Statele Unite ale Americii (USA) · Thane Baker · Leamon King · Bobby Morrow · Ira Murchison    | 39,5 RM    | Uniunea Sovietică (URS) · Leonid Bartenev · Iuri Konovalov · Vladimir Suharev · Boris Tokarev | 39,8      | Echipa Unificată a Germaniei (EUA) · Heinz Fütterer · Manfred Germar · Lothar Knörzer · Leonhard Pohl | 40,3      |
| 4×400 m detalii              | Statele Unite ale Americii (USA) · Tom Courtney · Charles Jenkins · Lou Jones · Jesse Mashburn | 3:04,8     | Australia (AUS) · Graham Gipson · Kevan Gosper · Leon Gregory · David Lean                    | 3:06,2    | Marea Britanie (GBR) · Peter Higgins · Derek Johnson · John Salisbury · Michael Wheeler               | 3:07,2    |
| Maraton detalii              | Alain Mimoun (FRA)                                                                             | 2:25:00    | Franjo Mihalić (YUG)                                                                          | 2:26:32   | Veikko Karvonen (FIN)                                                                                 | 2:27:47   |
| 20 km marș detalii           | Leonid Spirin (URS)                                                                            | 1:31:27,4  | Antanas Mikėnas (URS)                                                                         | 1:32:03,0 | Bruno Junk (URS)                                                                                      | 1:32:12,0 |
| 50 km marș detalii           | Norman Read (NZL)                                                                              | 4:30:42,8  | Evgheni Maskinskov (URS)                                                                      | 4:32:57,0 | John Ljunggren (SWE)                                                                                  | 4:35:02,0 |
| Săritura în înălțime detalii | Charles Dumas (USA)                                                                            | 2,12 m RO  | Chilla Porter (AUS)                                                                           | 2,10 m    | Igor Kașkarov (URS)                                                                                   | 2,08 m    |
| Săritura cu prăjina detalii  | Bob Richards (USA)                                                                             | 4,56 m RO  | Bob Gutowski (USA)                                                                            | 4,53 m    | Georgios Roubanis (GRE)                                                                               | 4,50 m    |
| Săritura în lungime detalii  | Greg Bell (USA)                                                                                | 7,83 m     | John Bennett (USA)                                                                            | 7,68 m    | Jorma Valkama (FIN)                                                                                   | 7,48 m    |
| Triplusalt detalii           | Adhemar da Silva (BRA)                                                                         | 16,35 m RO | Vilhjálmur Einarsson (ISL)                                                                    | 16,26 m   | Vitold Kreer (URS)                                                                                    | 16,02 m   |
| Aruncarea greutății detalii  | Parry O'Brien (USA)                                                                            | 18,57 m RO | Bill Nieder (USA)                                                                             | 18,18 m   | Jiří Skobla (TCH)                                                                                     | 17,65 m   |
| Aruncarea discului detalii   | Al Oerter (USA)                                                                                | 56,36 m RO | Fortune Gordien (USA)                                                                         | 54,81 m   | Desmond Koch (USA)                                                                                    | 54,40 m   |
| Aruncarea ciocanului detalii | Harold Connolly (USA)                                                                          | 63,19 m RO | Mihail Krivonosov (URS)                                                                       | 63,03 m   | Anatoli Samoțvetov (URS)                                                                              | 62,56 m   |
| Aruncarea suliței detalii    | Egil Danielsen (NOR)                                                                           | 85,71 m RM | Janusz Sidło (POL)                                                                            | 79,98 m   | Viktor Țîbulenko (URS)                                                                                | 79,50 m   |
| Decatlon detalii             | Milt Campbell (USA)                                                                            | 7937 RO    | Rafer Johnson (USA)                                                                           | 7587      | Vasili Kuznețov (URS)                                                                                 | 7465      |

## Clasament pe medalii
| Loc   | Țară                       | Aur | Argint | Bronz | Total |
| ----- | -------------------------- | --- | ------ | ----- | ----- |
| 1     | Statele Unite ale Americii | 16  | 10     | 5     | 31    |
| 2     | Uniunea Sovietică          | 5   | 7      | 10    | 22    |
| 3     | Australia                  | 4   | 2      | 6     | 12    |
| 4     | Marea Britanie             | 1   | 4      | 2     | 7     |
| 5     | Polonia                    | 1   | 1      | 0     | 2     |
| 6     | Norvegia                   | 1   | 0      | 2     | 3     |
| 7     | Cehoslovacia               | 1   | 0      | 1     | 2     |
| 8     | Brazilia                   | 1   | 0      | 0     | 1     |
| 8     | Franța                     | 1   | 0      | 0     | 1     |
| 8     | Irlanda                    | 1   | 0      | 0     | 1     |
| 8     | Noua Zeelandă              | 1   | 0      | 0     | 1     |
| 12    | Germania                   | 0   | 5      | 2     | 7     |
| 13    | Ungaria                    | 0   | 2      | 0     | 2     |
| 14    | Chile                      | 0   | 1      | 0     | 1     |
| 14    | Islanda                    | 0   | 1      | 0     | 1     |
| 14    | Iugoslavia                 | 0   | 1      | 0     | 1     |
| 17    | Finlanda                   | 0   | 0      | 3     | 3     |
| 18    | Grecia                     | 0   | 0      | 1     | 1     |
| 18    | Suedia                     | 0   | 0      | 1     | 1     |
| Total | Total                      | 33  | 34     | 33    | 100   |